# Діти неба
«Діти неба» (англ. The Children of the Sky) — науково-фантастичний роман Вернора Вінжі, вперше опублікований у 2011 році. «Діти неба» є третім романом циклу Кенг Хо і є прямим продовженням роману «Полум'я над безоднею». Роман номінувався на премію «Прометей» і премію «Локус» в 2012 році.
Події відбуваються на планеті «зграй» (англ. Tines) — розумних собакоподібних створінь, які можуть обмінюватись думками, але для свідомого мислення їм необхідно перебувати в групах 4-12 осіб. Після загибелі Фама Н'ювена (англ. Pham Nuwen), який пожертвував собою, що б зупинити Розпад (англ. Blight), вцілілими людьми (здебільшого дітьми) починає керувати Равна Бернсдот (англ. Ravna Bergsndot). З допомогою союзного королівства «зграй» вона намагається побудувати на планеті технологічну цивілізацію, яка буде здатна боротися із Розпадом. Але старі вороги серед «зграй», а також сумніви серед людей, значно перешкоджають її планам.

## Сюжет
Під час «Бою на пагорбі зорельоту» (англ. Battle on Starship Hill) Фам Нювен жертвує собою для того, що б випустити «Протидію» (англ. Countermeasure). В результаті галактична надсутність — Розпад разом зі світом «зграй» опиняється в Повільній зоні (англ. The Slow Zone), де неможливі надсвітлові швидкості. Равна Бернсдот починає будити дітей, які перебували в анабіозі на борту корабля «Out of Band II» (частіше просто «Ообіі» (англ. Oobii)), для того що б допомогти цивілізації «зграй» розвиватися. Головним союзником Равни стає королева «зграй» Різьбярка (англ. Woodcarver). Взамін на інформацію з архівів «Ообіі», «зграї» допомагають людям налагодити виробництво. Флот Розпаду перебуває на відстані 30 світлових років від планети «зграй», і Равна планує встигнути до їх прибуття озброїти мешканців світу для оборони.
Через два роки після бою, вигнанець «зграй» Марнославний (англ. Vendacious) заручається підтримкою однієї з найбагатших зграй планети Магната (англ. Tycoon). За допомогою викрадених Марнославним даних і «Тропічного хору» — легендарної зграї з мільйонів істот, які живуть на екваторі планети, Магнат починає високотехнологічне виробництво для захоплення влади над світом.
Минає ще вісім років і плани Равни починають провалюватись. Серед людей утворюється Група Дослідження Катастрофи (англ. Disaster Study Group), яка вважає, що флот Розпаду насправді летить на порятунок, а Фам Н'ювел випустивши «Протидію», не дозволив порятунку статися. Аргументами групи виступає той факт, що Розпад було випущено їхніми батьками і найімовірніше сутність не є злою. Невіл Сторгерт (англ. Nevil Storherte), один з прихованих учасників Групи, переконує людей і «зграй», що Равна не мислить об'єктивно, а фанатично слідує настановам Фама Н'ювена, і тому людей повинен очолювати він. Равна змушена передати владу Невілу, а також доступ адміністратора до архівів і систем «Ообіі», проте вона приховує, що існує ще рівень доступу командира корабля, який вищий за адміністратора.
Розуміючи, що Невіл насправді помиляється щодо Розпаду, Равна вступає в змову з Джоанною Олсндот (англ. Johanna Olsndot) і «зграєю» Пілігрим (англ. Pilgrim). В той ж час, трьох дітей викрадають начебто «зграї» з тропіків. Невіл використовує це для посилення свого контролю над людьми. Джоанна і Пілігрим вирушають на літальному апараті досліджувати що відбувається в тропіках, де зазнають аварії на підконтрольній Магнату території. В процесі втечі Пілігрим змушений забігти в «тропічний хор», де його «зграя» розсипається, але Джоанні вдається пробитися і вона опиняється на судні «тропічної зграї», що прямує до королівства Різьбярки. Равну викрадають прислужники Магната, і хоч з допомогою Джефрі, брата Джоанни, «зграй» Амдірадіфані (англ. Amdiranifani) і Скрюфлосса (англ. Screwfloss) вона тікає, але її заново захоплюють через деякий час. З'ясовується, що Невіл таємно уклав угоду з Магнатом, що той допоможе Невілу отримати владу, а Невіл буде ділитись з Магнатом технологіями. Равну і інших повітрям доставляють в тропіки до Магната і Марнославного.
Хоча Марнославний хоче вбити Равну, Магнат розуміє, що вона все ще має вплив серед людей і може бути корисною в майбутніх перемовинах з Різьбяркою і Невілом, щодо переходу королівства Різьбярки під контроль Магната. Равну забирають на перемови в королівстві, до якого вже встигла прибути Джоанна. Поява Джоанни і Равни розкривають карти Невіла, і він змушений тікати. В процесі, Магнат встигає захопити Джоанну і відступити на свій повітряний корабель, яким відступає в тропіки. Внаслідок бунту ініційованого Амді на кораблі Марнославного, останній гине, але сам Амді теж повертається в тропіки. Невіл азом з своїми прихильниками засновує поселення «Найкраща Надія» (англ. Best Hope) на нейтральній території, і оголошує що він є союзником з Магнатом, і останній поверне викрадених раніше дітей. Магнат справді повертає майже всіх, і запрошує Равну на розмову. В процесі Равна дізнається про намір Магната укласти договір з Равною за спиною Невіла, і Джоанна насправді не заручниця, а радниця Магната.
Історія завершується тим, що Равна роздумує над новими можливостями використання індустріальних потужностей Магната і технологій з архівів «Ообіі» для боротьби із Розпадом, що повільно наближається.

## Нагороди і визнання
Роман номінувався на премію «Прометей» і премію «Локус» в 2012 році. Також він був в довгому списку номінантів на премію «Г'юго», але не ввійшов в короткий. Роман був перекладений на французьку (2012), російську (2013), китайську (2013) і румунську (2016) мови.